# Ебіоніти
Ебіоніти (від івр. אביונים‏‎ - убогі) — юдео-християнський рух, що існував  у перших століттях нашої ери. Ебіоніти розглядали Ісуса з Назарета як Месію, відкидаючи його божественність та народження від Діви й наполягали на необхідності дотримання єврейського закону та обрядів. Вони використовували лише одне єврейсько-християнське Євангеліє від Матвія, починаючи з третьої глави, шанували Якова, брата Ісуса (Якова Праведного) і відкидали апостола Павла, як відступника від Закону. Їхня назва говорить про те, що вони приділяли особливу вагу добровільній бідності.

## Історія
Оскільки на початку становлення християнства ще жодного єдиного канону Нового Завіту не існувало, то віряни розуміли Євангеліє кожний по своєму. Їх віра ґрунтувалася на Старому Завіті, на усному переказі про земне життя Ісуса Христа, на неповних посланнях Петра, Павла, Івана, Якова і на інших книгах, включаючи й єретичні.
Найбільш раннє посилання на групу, яка могла б відповідати опису пізніших Ебіонітів, з'являється у творі Юстина Мученика -  «Діалог із юдеєм Трифоном» (написана бл. 140 року) (Dialogus cum Tryphone). Юстин розрізняє християн-євреїв, які дотримуються Мойсеєвого закону, але не вимагають його дотримання інших, і тих, хто вважає Закон Мойсея обов'язковим для всіх.
Іреней Ліонський у своїй праці «Проти єресей» бл. 180 року згадує єресь Ебіонітів.
Спочатку «бідні» були для них почесною назвою. З часом це значення змінилося на негативне, оскільки група мала ворогів з усіх боків: хоча євреї вважали себе євреями, вони були виключені зі своєї громади, тому що вони бачили Месію в Ісусі й також тому, що вони відмовилися приносили жертву тваринами й навіть самі стали  вегетаріанцями. Інші християни не юдеї розглядали їх як єретиків, оскільки вони виступали проти апостола Павла і не трактували смерть Ісуса як криваву спокуту. Вони святкували Тайну вечерю як просте нагадування про Ісуса і замінили «чашу крові» на часу з водою. Римляни класифікували Ебіонітів, як євреїв та християн, як групу потенційних повстанців і відповідно ставилися до них.
Ебіоніти споріднені з іншими єврейськими послідовниками руху Ісуса, такими як Назаряни. Так Епіфаній Саламінський намагався відрізнити nasaraioi, які не вважалися «єретичними» від nazoraioi, або «ебіоніти» які вважалися «єретичними». Деякі Отці Церкви, як і наприклад Епіфаній Саламінський, приписують Ебіонітам авторство Євангелія Ебіонітів, в якому вони виклали основні свої погляди щодо Ісуса Христа.

## Позиція
Христос, згідно з вченням Ебіонітів, не народився від Святого Духа, але під час хрещення в Йордані Святий Дух зійшов на нього, даючи йому силу чинення чудес. Також це був момент «народження Сина», тобто усиновлення. Ебіоніти визнавали позаземне походження Христа, однак твердили, що він не був народжений з Отця, але створений з архангелів, та був їх керівником. Щодо способу приходу на землю цього найвищого з архангелів, то скоріш за все, ебіоніти розуміли це, як зішестя цієї небесної постаті і її злиття з людиною Ісусом, і з цього з'єднання вийшов Христос (Месія). Вони відкидають Непорочне зачаття. За їх уявленням Бог (יהוה) надав Ісусу через івр. רוח הקודש (руаг ха-кодеш) пророчі здібності. Тора завжди була для ебонітів на першому плані, а Ісус як людина для них був пророком Божим. Вони були тісно пов'язані з позиціями та поглядами первісної єрусалимської громади й були проти ідей апостола Павла. На думку Ебіонітів, Ісус прийшов виконати закон і пророцтва, як новий Мойсей. Він прибрав з Закону всю фальш, накопичену протягом всієї історії єврейського народу. Вони активно проповідували бідність, аскетизм і вегетаріанство.